# Kolinec
Kolinec (Duits: Kolinetz) is een Tsjechische vlek (městys) in de regio Pilsen, en maakt deel uit van het district Klatovy. Kolinec telt 1474 inwoners (2023).

## Geschiedenis
- 1290 – De eerste schriftelijke vermelding van Kolinec.
- 2006 – De gemeente Kolinec krijgt (opnieuw) de status vlek.[1]